# Eric Stoltz
Eric Stoltz (n. 30 septembrie 1961, Whittier, California) este un actor american, regizor și producător de filme. Este cunoscut pentru rolul Rocky Dennis din filmul dramatic biografic Masca, rol pentru care a primit o nominalizare la Premiul Globul de Aur pentru cel mai bun actor într-un rol secundar într-un film artistic. Stoltz a apărut în diferite filme ca Some Kind of Wonderful, Profeția, Pulp Fiction, Musca II, Killing Zoe, Kicking and Screaming sau Zbor de Fluture. A interpretat rolul lui Daniel Graystone în serialul de televiziune science fiction Caprica.

## Filmografie

### Actor

#### Filme
| An   | Titlu                                      | Rol                                      | Note                              |
| ---- | ------------------------------------------ | ---------------------------------------- | --------------------------------- |
| 1982 | Fast Times at Ridgemont High               | Stoner Bud                               |                                   |
| 1984 | Surf II                                    | Chuck                                    |                                   |
| 1984 | Running Hot                                | Danny Hicks                              |                                   |
| 1984 | The Wild Life                              | Bill Conrad                              |                                   |
| 1985 | The New Kids                               | Mark                                     |                                   |
| 1985 | Mask                                       | Rocky Dennis                             |                                   |
| 1985 | Code Name: Emerald                         | Lt. Andy Wheeler                         |                                   |
| 1987 | Some Kind of Wonderful                     | Keith Nelson                             |                                   |
| 1987 | Lionheart                                  | Robert Nerra                             |                                   |
| 1987 | Sister, Sister                             | Matt Rutledge                            |                                   |
| 1988 | Greasy Lake                                | The Narrator                             | Direct-to-video                   |
| 1988 | Manifesto                                  | Christopher                              |                                   |
| 1988 | Haunted Summer                             | Percy Shelley                            |                                   |
| 1989 | The Fly II                                 | Martin Brundle                           |                                   |
| 1989 | Say Anything...                            | Vahlere                                  |                                   |
| 1990 | Memphis Belle                              | Sgt. Danny "Danny Boy" Daly              |                                   |
| 1991 | Money                                      | Franck Cimballi                          |                                   |
| 1992 | The Waterdance                             | Joel Garcia                              |                                   |
| 1992 | Singles                                    | The Mime                                 |                                   |
| 1993 | Bodies, Rest & Motion                      | Sid                                      | Producător                        |
| 1993 | Naked in New York                          | Jake Briggs                              |                                   |
| 1994 | Killing Zoe                                | Zed                                      |                                   |
| 1994 | Pulp Fiction                               | Lance                                    |                                   |
| 1994 | Sleep with Me                              | Joseph                                   | Producător                        |
| 1994 | Little Women                               | John Brooke                              |                                   |
| 1995 | Killing Time                               | Stop N Start Manager                     | Scurtmetraj                       |
| 1995 | The Prophecy                               | Simon                                    |                                   |
| 1995 | Rob Roy                                    | Alan MacDonald                           |                                   |
| 1995 | Never Say Goodbye Aids Benefit by Yoko Ono | Man From Hamptons                        | Scurtmetraj direct-to-video       |
| 1995 | Fluke                                      | Jeff Newman                              |                                   |
| 1995 | Kicking and Screaming                      | Chet                                     |                                   |
| 1996 | Grace of My Heart                          | Howard Cazsatt                           |                                   |
| 1996 | 2 Days in the Valley                       | Wes Taylor                               |                                   |
| 1996 | Keys to Tulsa                              | Richter Boudreau                         |                                   |
| 1996 | Jerry Maguire                              | Ethan Valhere                            |                                   |
| 1997 | Highball                                   | Darien                                   |                                   |
| 1997 | Anaconda                                   | Dr. Steven Cale                          |                                   |
| 1997 | Mr. Jealousy                               | Lester Grimm, aka Vince                  |                                   |
| 1998 | Hi-Life                                    | Jimmy                                    |                                   |
| 1998 | The Rocking Horse Winner                   | Uncle Joe                                | Scurtmetraj                       |
| 1998 | A Murder of Crows                          | Thurman Parks III                        |                                   |
| 1999 | Hercules: Zero to Hero                     | Theseus (voice)/The Grim Avenger (voice) | Direct-to-video                   |
| 2000 | It's a Shame About Ray                     | Mr. Stoltz                               | Scurtmetraj                       |
| 2000 | Jesus & Hutch                              | Jesus                                    | Scurtmetraj                       |
| 2000 | The Simian Line                            | Sam Donovan                              |                                   |
| 2000 | The House of Mirth                         | Lawrence Selden                          |                                   |
| 2001 | Things Behind the Sun                      | Dan                                      |                                   |
| 2001 | Harvard Man                                | Teddy Carter                             |                                   |
| 2002 | The Rules of Attraction                    | Mr. Lawson                               |                                   |
| 2003 | Happy Hour                                 | Levine                                   |                                   |
| 2003 | When Zachary Beaver Came to Town           | Otto                                     |                                   |
| 2004 | The Butterfly Effect                       | Mr. Miller                               |                                   |
| 2004 | Childstar                                  | Fresno Burnbaum                          |                                   |
| 2005 | Hello                                      | Max                                      | Scurtmetraj                       |
| 2005 | The Honeymooners                           | William Davis                            |                                   |
| 2006 | The Lather Effect                          | Mickey                                   |                                   |
| 2007 | The Grand Design                           | Josh                                     | Scurtmetraj (producător executiv) |
| 2009 | Sparks                                     | Joseph                                   | Scurtmetraj                       |
| 2011 | Fort McCoy                                 | Frank Stirn                              | Producător                        |
| 2014 | 5 to 7                                     | Galassi                                  |                                   |
| 2015 | Larry Gaye: Renegade Male Flight Attendant | Russ Peterson                            |                                   |

#### Televiziune
| An        | Titlu                                            | Rol                                      | Note                                                                         |
| --------- | ------------------------------------------------ | ---------------------------------------- | ---------------------------------------------------------------------------- |
| 1978      | James at 15                                      | Jack                                     | Episodul "Hunter Country"                                                    |
| 1978      | The Grass Is Always Greener Over the Septic Tank | Steve Benson                             | Film TV                                                                      |
| 1979      | A New Kind of Family                             | Burt                                     | Episodul “Invasion of Privacy’’                                              |
| 1979      | The Seekers                                      | First Boy                                | Film TV                                                                      |
| 1980      | The Waltons                                      | Sr. Boy #1                               | Episodul "The Valediction"                                                   |
| 1980      | Eight Is Enough                                  | Kurt Harper                              | Episodul "Finally Grad Night"                                                |
| 1981      | Walking Tall                                     | David Coombs                             | Episodul "The Killing of McNeal County's Children"                           |
| 1981      | Knots Landing                                    | Luke                                     | Episodul "Man of the Hour"                                                   |
| 1981      | The Violation of Sarah McDavid                   | Pete Brady                               | Film TV                                                                      |
| 1982      | Paper Dolls                                      | Steve                                    | Film TV                                                                      |
| 1982      | Seven Brides for Seven Brothers                  | Kevin                                    | Episodul "Challenges"                                                        |
| 1983      | The Fall Guy                                     | Little Juice Atkins                      | Episodul "One Hundred Miles a Gallon"                                        |
| 1983      | Love, Sidney                                     | Rick                                     | Episodul "The Movie"                                                         |
| 1983      | A Killer in the Family                           | Ricky Tison                              | Film TV                                                                      |
| 1983      | St. Elsewhere                                    | Eddie Carson                             | Episoadele "Under Pressure" "Entrapment" "All About Eve"                     |
| 1984      | Things Are Looking Up                            | Neil 'Trout' Troutman                    | Film TV                                                                      |
| 1989      | Great Performances                               | George Gibbs                             | Episodul "Our Town"                                                          |
| 1990      | American Playhouse                               | Younger Edward                           | Episodul "Sensibility and Sense"                                             |
| 1991      | A Woman at War                                   | Franz Bueller                            | Film TV                                                                      |
| 1992      | The Heart of Justice                             | David Leader                             | Film TV                                                                      |
| 1993      | Foreign Affairs                                  | Fred Turner                              | Film TV                                                                      |
| 1993      | Frasier                                          | Don (voce)                               | Episodul "Miracle On Third Or Fourth Street"                                 |
| 1994      | Roomates                                         | Bill Thomas                              | Film de televiziune                                                          |
| 1994–1998 | Mad About You                                    | Alan Tofsky                              | 6 episoade                                                                   |
| 1995      | Fallen Angels                                    | Nick Ballestier                          | Episodul "A Dime a Dance"                                                    |
| 1995      | Partners                                         | Cameron                                  | Episodul "How Long Does It Take to Cook a 22-Pound Turkey?"                  |
| 1996      | Don't Look Back                                  | Jesse Parish                             | Film de televiziune                                                          |
| 1996      | Inside                                           | Marty Strydom                            | Film de televiziune                                                          |
| 1997      | Homicide: Life on the Street                     | Drew Kellerman                           | Episodul "Wu's on First?"                                                    |
| 1998      | Blackout Effect                                  | John Dantley                             | Film de televiziune                                                          |
| 1998–1999 | Hercules                                         | Theseus (voice)/The Grim Avenger (voice) | episoade: "Hercules and the Minotaur" "Hercules and the Grim Avenger"        |
| 1998–1999 | Chicago Hope                                     | Dr. Robert Yeats                         | Series regular                                                               |
| 1999      | The Passion of Ayn Rand                          | Nathaniel Branden                        | Film de televiziune                                                          |
| 1999      | Our Guys: Outrage at Glen Ridge                  | Prosecutor Bob Laurino                   | Film de televiziune                                                          |
| 2000      | Common Ground                                    | Johnny Burroughs                         | Film de televiziune                                                          |
| 2000      | One Kill                                         | Capt. Wallker Randall                    | Film de televiziune                                                          |
| 2000      | The Last Dance                                   | Todd Cope                                | Film de televiziune                                                          |
| 2001      | My Horrible Year!                                | Uncle Charlie                            | Film de televiziune (director)                                               |
| 2001–2002 | Once and Again                                   | August Dimitri                           | 7 episoade (directed Episode 3.13 "Falling in Place")                        |
| 2002      | Law & Order: Special Victims Unit                | Father Michael Sweeney                   | Episodul "Silence"                                                           |
| 2003      | Out of Order                                     | Mark Colm                                | TV mini-series                                                               |
| 2005      | Will & Grace                                     | Tom Cassidy                              | episoade: "Friends with Benefits" "Kiss and Tell"                            |
| 2005      | The Triangle                                     | Howard Thomas                            | episoade: "Episode 1.1" "Episode 1.2" "Episode 1.3"                          |
| 2007      | Medium                                           | Sonny Troyer                             | Episodul "We Had a Dream"                                                    |
| 2007      | Close to Home                                    | Det. Chris Veeder/Chris Veeder           | episoade: "Drink the Cup" "Fall from Grace" "Eminent Domain"                 |
| 2008      | Blank Slate                                      | Sean Sullivan                            | Film de televiziune                                                          |
| 2009      | Grey's Anatomy                                   | William Dunn                             | episoade: "Wish You Were Here" "Sympathy for the Devil" "Stairway to Heaven" |
| 2009–2010 | Caprica                                          | Daniel Graystone                         | Lead role (directed "Unvanquished")                                          |
| 2011      | Leverage                                         | Alan Scott                               | Episodul "The Long Way Down Job"                                             |
| 2013      | Maron                                            | Danny                                    | Episodul "Projections"                                                       |
| 2014      | Blue                                             | Arthur                                   | WIGS Original Series                                                         |

### Regizor

#### Filme
| An   | Titlu                             | Note             |
| ---- | --------------------------------- | ---------------- |
| 2005 | The Bulls                         | Scurtmetraj      |
| 2007 | The Grand Design                  | Scurtmetraj      |
| 2014 | Confessions of a Teenage Disciple | Film independent |

#### Televiziune
| An        | Titlu                       | Note |
| --------- | --------------------------- | --- |
| 2001      | My Horrible Year!           | Film de televiziune |
| 2002      | Once and Again              | Episodul "Falling in Place" |
| 2005      | Law & Order                 | Episodul "Tombstone" |
| 2007      | Boston Legal                | Episoadele: "Dumping Bella" "The Object of My Affection" |
| 2008      | Quarterlife                 | Episoadele: "Anxiety" "Home Sweet Home" |
| 2008      | Grey's Anatomy              | Episoadele: "Brave New World" "These Ties That Bind" |
| 2009      | Nip/Tuck                    | Episodul "Lola Wlodkowski" |
| 2009–2011 | Private Practice            | Episoadele: "Do the Right Thing" "Eyes Wide Open" "War" "If You Don't Know Me By Now" |
| 2010      | Huge                        | Episodul "Talent Night" |
| 2010      | Caprica                     | Episodul "Unvanquished" |
| 2010–2014 | Glee                        | Episoadele: "Duets" "Blame It on the Alcohol" "Prom Queen" "The Purple Piano Project" "Mash Off" "Yes/No" "Big Brother" "Prom-asaurus" "Nationals" "Makeover" "Guilty Pleasures" "Opening Night" |
| 2011      | Off the Map                 | Episodul "On the Mean Streets of San Miguel" |
| 2012      | Californication             | Episodul "Love Song" |
| 2012      | White Collar                | Episodul "Ice Breaker" |
| 2013      | Nashville                   | Episoadele: "There'll Be No Teardrops Tonight" "Take These Chains from My Heart" |
| 2014      | How to Get Away with Murder | Episoadele: "He deserved to die" |
| 2014–2015 | Madam Secretary             | Episoadele: "Just Another Normal Day" "Collateral Damage" "Whisper of the Ax" "There But For the Grace of God" "The Show Must Go On"                                                             |

### Producător

#### Filme
| An   | Titlu                 | Note                            |
| ---- | --------------------- | ------------------------------- |
| 1993 | Bodies, Rest & Motion |                                 |
| 1994 | Sleep with Me         |                                 |
| 1997 | Mr. Jealousy          | Executive producer              |
| 2005 | The Bulls             | Short film (executive producer) |
| 2006 | The Lather Effect     | Associate producer              |
| 2007 | The Grand Design      | Short film (executive producer) |
| 2011 | Fort McCoy            |                                 |